# 土倉家
土倉家(とくらけ）は、武家・士族・華族だった家。江戸時代には備前岡山藩主池田家の家老家で、維新後には士族を経て華族の男爵家に列した。

## 歴史
家祖の土倉貞利は真言宗の僧だったが、還俗後に浅井長政に仕え織田信長に仕え桶狭間の戦い後に池田恒興に仕えた。その跡を継いだ勝看は寛永9年（1632年）に備前国岡山藩において磐梨郡市場村1万石を知行した。以降代々岡山藩家老家として続いた。幕末維新期の当主正彦（一亭）は戊辰戦争において官軍の会津征討越後口総督仁和寺宮嘉彰親王の軍監を務めて奥羽北越を転戦して戦功を挙げ、賞功の恩典を賜った。
明治維新後には土倉家は当初士族に列した。明治17年（1884年）に華族が五爵制になった際に定められた『叙爵内規』の前の案である『爵位発行順序』所収の『華族令』案の内規（明治11年・12年ごろ作成）や『授爵規則』（明治12年以降16年ごろ作成）では旧万石以上陪臣が男爵に含まれており、土倉家も男爵候補に挙げられているが、最終的な『叙爵内規』では旧万石以上陪臣は授爵対象外となったためこの時点では土倉家は士族のままだった。
明治15年・16年ごろ作成と思われる『三条家文書』所収『旧藩壱万石以上家臣家産・職業・貧富取調書』は、当時の当主土倉光三郎について旧禄高を1万石、所有財産は銀行株券66株（1株50円）、山林13町2反8畝24歩、宅地3反1畝2歩、建物111坪、職業は無職と記し、貧富景況は空欄になっている。
明治33年（1900年）5月9日に旧万石以上陪臣家であり、かつ華族の体面を維持できる財産（年間500円以上の収入を生じる財本）を有する25家が男爵に叙されたが、土倉家は「旧禄高壱万石以上判明せしも五百円以上の収入を生ずべき財本を有せざる家」11家の中に分類されたためこの段階では授爵されなかった。
しかし明治39年8月には旧主家の当主池田章政侯爵が宮内大臣田中光顕に宛てて戊辰戦争における土倉正彦の勤王の功をもって土倉家を華族に列するよう請願書を提出した。この直後の9月17日に正彦の勲功、および500円以上を生ずる財本を確立したとして光三郎に男爵位が許された。土倉男爵家の住居は岡山県岡山市東田町にあった。